# Csempeszkopács, Vas
Csempeszkopács  este un sat în districtul Szombathely, județul Vas, Ungaria, având o populație de 316 locuitori (2011).

## Demografie
Componența etnică a satului Csempeszkopács
     Maghiari (98,95%)
     Germani (1,05%)
Componența confesională a satului Csempeszkopács
     Romano-catolici (69,62%)
     Luterani (5,7%)
     Fără religie (3,16%)
     Reformați (2,53%)
     Necunoscută (18,99%)
Conform recensământului din 2011, satul Csempeszkopács avea 316 locuitori. Din punct de vedere etnic, majoritatea locuitorilor (98,95%) erau maghiari, cu o minoritate de germani (1,05%).  Din punct de vedere confesional, majoritatea locuitorilor (69,62%) erau romano-catolici, existând și minorități de luterani (5,7%), persoane fără religie (3,16%) și reformați (2,53%). Pentru 18,99% din locuitori nu este cunoscută apartenența confesională.